# 重庆市历史文化名村
重庆市历史文化名村由重庆市政府公布，已先后公布53处。其中23处已升格为中国历史文化名镇。
- 第一批历史文化名村（2017年）：28个[1]

1. 九龙坡区含谷镇寨山坪村
2. 九龙坡区铜罐驿镇陡石塔村
3. 巴南区天星寺镇芙蓉村
4. 涪陵区大顺乡大顺村
5. 涪陵区大顺乡大田村
6. 南川区三泉镇观音村
7. 江津区塘河镇硐寨村
8. 江津区塘河镇石龙门村
9. 璧山区广普镇大石塔村
10. 丰都县栗子乡金龙寨村
11. 垫江县坪山镇新风村
12. 云阳县凤鸣镇黎明村
13. 石柱县金铃乡银杏村
14. 武隆区后坪苗族土家族乡文凤村
15. 彭水县鞍子镇罗家坨村
16. 黔江区小南海镇新建村
17. 黔江区阿蓬江镇大坪村
18. 秀山县海洋乡岩院村
19. 秀山县梅江镇民族村
20. 秀山县清溪场镇大寨村
21. 秀山县宋农镇凤凰寨村
22. 酉阳县龚滩镇红花村
23. 酉阳县龚滩镇马鞍城村
24. 酉阳县苍岭镇大河口村
25. 酉阳县浪坪乡浪水坝村
26. 酉阳县双泉乡永祥村
27. 酉阳县酉酬镇江西村
28. 酉阳县酉水河镇河湾村

- 第二批历史文化名村（2018年）：[2]

1. 万州区普子乡碗厂村
2. 黔江区金洞乡凤台村
3. 长寿区葛兰镇大坝村
4. 合川区隆兴镇永兴村
5. 大足区玉龙镇玉峰村
6. 梁平县聚奎镇席帽村
7. 丰都县仙女湖镇金竹林村
8. 奉节县兴隆镇六垭村
9. 石柱县石家乡黄龙村
10. 秀山县清溪场镇司城村
11. 酉阳县酉水河镇大江村
12. 酉阳县丁市镇汇家村
13. 酉阳县苍岭镇苍岭村
14. 酉阳县花田乡何家岩村
15. 酉阳县龚滩镇杨柳村
16. 酉阳县麻旺镇亮垭村
17. 酉阳县板溪镇山羊村

- 2023年：2个村[3]

1. 巴南区接龙镇荷花村
2. 武隆区土地乡天生村